# جاده ئی۵۵۱ اروپا
جاده ئی۵۵۱ اروپا (به انگلیسی: European route E551) یکی از جاده‌های درجه ۲ قاره اروپا است.
این جاده که در کشور جمهوری چک قرار دارد از شهر چسکه بودیوویتسه شروع شده و در شهر هومپولتس به پایان می‌رسد.